# Aeroflot-Flug 1492
Aeroflot-Flug 1492 war ein Inlandslinienflug der Aeroflot vom Flughafen Moskau-Scheremetjewo nach Murmansk. Am 5. Mai 2019 kehrte ein auf diesem Flug eingesetzter Suchoi Superjet 100 um und brannte nach Bruchlandung auf dem Startflughafen teilweise aus. An Bord waren 78 Personen (73 Passagiere und fünf Besatzungsmitglieder), von denen 41 das Unglück nicht überlebten.

## Ausgangssituation

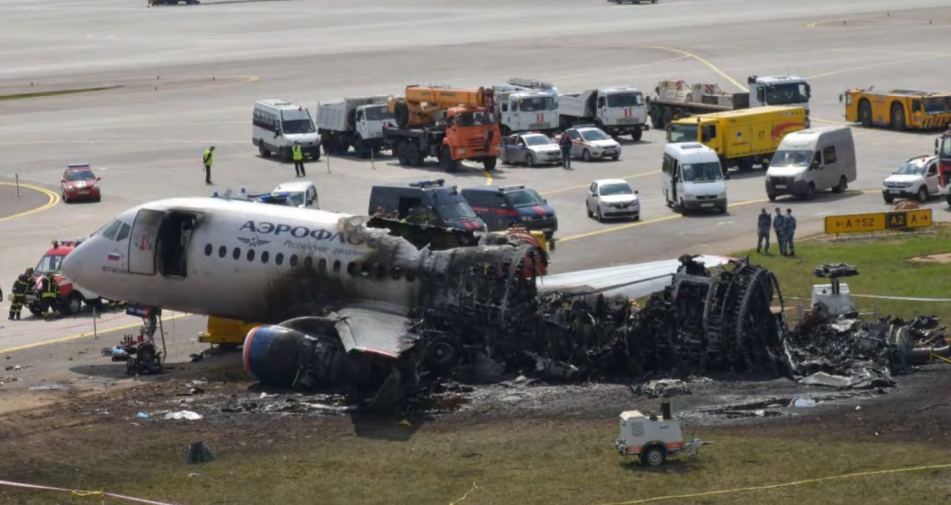
Das ausgebrannte Wrack der Maschine

Das Wetter in der Moskauer Region war am 5. Mai 2019 durch die Kaltfront eines Medicanes geprägt, welche Gewitterwolken, Gewitter und starke Regenfälle mit sich brachte. Die Piloten wurden während mehrerer planmäßiger Briefings vor dem Start über die Wetterlage und -vorhersage für ihre Flugroute informiert, insbesondere über erwartete Gewitter zwischen 15 und 21 Uhr Ortszeit im Bereich des Startflughafens.
Bereits vor oder während des Einsteigens beobachtete der Kapitän Blitze. Kurz vor dem Start kommentierte er das Wetterradarbild mit dem Ausspruch „heilige Scheiße“. Im Gegensatz zu den nachfolgenden Flügen forderten die Piloten des Fluges 1492 jedoch keine Freigabe für eine Ausweichroute um die Gewitterzelle herum an. Das Aeroflot-Betriebshandbuch erlaubt den Piloten das Durchfliegen von Gewittern, wenn – wie bei jedem modernen Passagierjet – ein Wetterradar an Bord ist und keine sich auftürmenden Quell- oder Gewitterwolken zu erkennen sind.
Gemäß russischer Zulassungsvorschriften muss ein Flugzeug so gebaut sein, dass es bei einem Blitzschlag nicht in eine unbeherrschbare Situation oder eine Luftnotlage gerät. Zum Unfallzeitpunkt waren 16 Fälle von Blitzeinschlägen bei SSJ 100 bekannt; größere Schäden waren dabei nicht aufgetreten.

## Flugverlauf
Nach dem Start des Flugzeugs vom Flughafen Scheremetjewo gegen 18:03 Uhr Ortszeit (15:03 Uhr UTC) ging es in einen Steigflug über. Gegen 18:07 Uhr bemerkte der Kommandant, dass man „durchgeschüttelt“ werde, aber es gebe keinen Grund zur Sorge. Etwa 5 Minuten nach dem Abheben und 30 km westnordwestlich des Startflughafens kam es in einer Höhe von 7900 ft (ca. 2600 m) zu einer selbsttätigen Abschaltung des Autopiloten und zu einem Ausfall der Funkverbindung mit dem Fluglotsen. Der Pilot steuerte das Flugzeug von da an manuell und im „Direktmodus“, das heißt ohne Prüfung und gegebenenfalls Korrektur durch den Bordcomputer. Laut späterer Aussage des Piloten und vorläufiger Untersuchungsergebnisse war das Flugzeug vom Blitz beziehungsweise von „atmosphärischer Elektrizität“ getroffen worden. Um 18:09 Uhr sendeten die Piloten einen Transponder-Notfallcode 7600, welcher bedeutet, dass der Funk ausgefallen ist. Sekunden später gelang es ihnen aber, über eines von zwei Ersatzsystemen auf einer Notfallfrequenz den Funkkontakt mit dem Boden wieder herzustellen. Sie teilten mit, dass man im Direktmodus fliege, dass aber kein Notfall vorliege und – auf Rückfrage –  der Autopilot ausgefallen sei.
Gegen 18:18 Uhr steuerten die Piloten das Flugzeug in eine Warteschleife, während derer man sich auf die Landung vorbereitete. Der Erste Offizier zitierte aus einer Checkliste, dass die Vertikalgeschwindigkeit vor dem Aufsetzen maximal 1,8 m/s betragen dürfe. Laut SSJ-100-Handbuch sind bei manueller Landung allerdings nur 1 m/s erlaubt. Landeklappen und Fahrwerk wurden ausgefahren, nicht aber die Störklappen. Die Crew aktivierte zwar die Störklappenautomatik, diese funktioniert jedoch im Direktsteuerungsmodus nicht.
Während des Landeanflugs entschieden sich die Piloten um 18:26 Uhr, nun doch eine Luftnotlage zu signalisieren, indem sie den entsprechenden Transponder-Notfallcode aktivierten. Gegen 18:30 Uhr erreichte das Flugzeug die Piste. Aufgrund eines nicht stabilisierten Ausschwebens und abrupt wechselnder Steuereingaben des Piloten setzte es mehrmals sehr hart auf der Landebahn auf, das erste Mal mit mindestens 2,55 g. Das folgende zweite Aufsetzen erzeugte mit mindestens 5,85 g einen Wert über der Belastungsgrenze des Flugzeugs. Beim dritten Bodenkontakt mit mindestens 5 g versagte das Hauptfahrwerk und die Tragflächenstruktur wurde beschädigt, woraufhin Treibstoff ausfloss. Das Flugzeug fing Feuer, und der hintere Teil der Maschine brannte aus. Über die vorderen Notrutschen konnten etwa die Hälfte der Passagiere den Jet noch rechtzeitig verlassen. Die Piloten retteten sich durch Abseilen aus den Cockpitfenstern.

## Flugzeug
Das verunglückte Flugzeug war ein 2017 gebauter Superjet 100-95B mit dem Luftfahrzeugkennzeichen RA-89098 und der Seriennummer 95135. Es war für bis zu 70.000 Flugstunden und 54.000 Flüge ausgelegt und absolvierte davon 2.710 Stunden und 1.658 Flüge. Der letzte A-Check des Jets war am 5. April 2019 durchgeführt worden. Die letzte Streckenüberprüfung, die zum Beispiel nach jeder Rückkehr zum Heimatflughafen fällig ist, hatte am Tag des Unfallflugs stattgefunden.

## Piloten
Der Kommandant des Flugs war 42 Jahre alt und hatte 6800 Flugstunden ohne Unfälle und Zwischenfälle absolviert, davon 1570 mit dem Superjet und 1428 als Superjet-Kommandant. Der Erste Offizier war 36 Jahre alt und verfügte über 765 unfall- und zwischenfallfreie Flugstunden, davon 615 mit dem Superjet.

## Opfer
Infolge der Bruchlandung starben 40 Passagiere und ein Besatzungsmitglied. Ein weiteres Besatzungsmitglied und zwei Passagiere erlitten schwere Verletzungen. Sieben Personen wurden leicht verletzt.

## Untersuchung
Für die Untersuchung wurde neben dem in Russland zuständigen Zwischenstaatliche Luftfahrtkomitee mit der Föderalen Agentur für Lufttransport Rosawiazija auch frühzeitig das französische Bureau d’Enquêtes et d’Analyses pour la sécurité de l’aviation civile beteiligt, dies aufgrund des beteiligten französischen Triebwerkherstellers. Parallel zur technischen Untersuchung wurde ein Strafverfahren eröffnet. Die Flugschreiber konnten geborgen werden und am 17. Mai teilte die Untersuchungsstelle mit, dass das Auslesen der Daten sowie die Erhebung der Wartungsdaten abgeschlossen sei. Am 14. Juni 2019 veröffentlichte das Zwischenstaatliche Luftfahrtkomitee einen Zwischenbericht zur Unfalluntersuchung.